# Šamirovo sdílení tajemství
Šamirovo schéma pro sdílení tajemství je kryptografický algoritmus. Je to forma sdílení tajné informace, kdy je tato informace rozdělena do částí (každému účastníku je přidělena jedinečná část) a pro rekonstrukci původní informace je třeba alespoň určitý počet z dílčích částí. Izraelský matematik Adi Šamir jej formuloval v roce 1979

## Matematická definice
Našim cílem je rozdělit nějaká data {\displaystyle D} do {\displaystyle n\,\!} částí{\displaystyle D_{1},\ldots ,D_{n}\,\!} tak, že:

1. Znalost některých {\displaystyle k\,\!} nebo více {\displaystyle D_{i}\,\!} částí zajistí snadné zjištění {\displaystyle D\,\!} .
2. Znalost některých {\displaystyle k-1\,\!} nebo méně {\displaystyle D_{i}\,\!} částí ponechá {\displaystyle D\,\!} zcela neurčená (ve smyslu, že všechny hodnoty jsou stejně možné).

Toto schéma nazýváme {\displaystyle \left(k,n\right)\,\!} prahové schéma.
Pokud {\displaystyle k=n\,\!}, všichni účastníci jsou třeba k rekonstrukci tajemství.

## Shamirovo schéma
Předpokládejme, že chceme užít {\displaystyle \left(k,n\right)\,\!} prahové schéma pro sdílení tajemství {\displaystyle S\!}.
Bez újmy na obecnosti předpokládejme, že {\displaystyle S\!} je prvkem konečného tělesa {\displaystyle F\!} velikosti {\displaystyle P} kde {\displaystyle 0<k\leq n<P;S<P} a zároveň je {\displaystyle P} prvočíslo.
Náhodně vybereme {\displaystyle k-1\!} koeficientů {\displaystyle a_{1},\ldots ,a_{k-1}\in F\!}. Dále {\displaystyle a_{0}=S.\!} Sestavíme polynom
{\displaystyle f\left(x\right)=a_{0}+a_{1}x+a_{2}x^{2}+a_{3}x^{3}+\cdots +a_{k-1}x^{k-1}\,\!}. Dále vypočítáme souřadnice {\displaystyle n\,\!} bodů tohoto polynomu. Například pro {\displaystyle i=1,\ldots ,n\!} získáme {\displaystyle n\!} bodů ve tvaru {\displaystyle \left[i,f\left(i\right)\right].\!}
Tyto souřadnice jsou rozděleny mezi {\displaystyle n,\!} účastníků.
Jelikož je polynom stupně {\displaystyle k-1\!} určen jednoznačně {\displaystyle k\!} body, z jakékoliv {\displaystyle k\!}-prvkové podmnožiny bodů lze jednoznačně pomocí interpolace určit koeficienty polynomu {\displaystyle f,\!} a tedy i tajemství {\displaystyle S=a_{0}.\!}